# Shahrzad
Pour les articles homonymes, voir Shahrzad.
Shahrzad (en persan شهرزاد) est une série vidéo iranienne réalisée par Hassan Fathi, produit par Mohammad Emami, écrit par Hassan Fathi et Naghmeh Samini, diffusée en 2014.

## Synopsis
Shahrzad est l'histoire d'un amour brisé en partie par une série d'événements survenus à la suite du coup d’état de 1953 qui a renversé le premier ministre démocratiquement élu, Mohammad Mossadegh. L'histoire de la série tourne autour d'un triangle amoureux: Shahrzad, Ghobad et Farhad.

## Distribution
- Taraneh Alidousti: Shahrzad Saadat
- Shahab Hosseini: Ghobad Divansalar
- Mostafa Zamani: Farhad Damavandi
- Parinaz Izadyar: Shirin Divansalar
- Ali Nassirian: Bozorg Agha Divansalar
- Parviz Fallahi Pour: Nosrat Pashaei
- Gelareh Abbasi: Akram
- Mehdi Soltani: Hashem Damavandi
- Abolfazl Pouarab: Heshmat Pashaei
- Mahmoud Pak Niat: Jamshid Saadat
- Reza Kianian: Shapour Behboudi
- Roya Nonahali: Belqeis Divansalar
- Jamshid Hashempour: Majeur Fouladshekan
- Elham Nami: Mehri
- Amir Jafari: A Parviz
- Ghazal Shakeri: Azar
- Hooman Barghnavard: Colonel Teymouri
- Fariba Motekhases: Marzieh
- Soheyla Razavi: Parvin
- Nasim Adabi: Homeyra Saadat
- Amir Hossein Rostami: Babak Yeganeh
- Mina Vahid: Maryam
- Amir Hossein Fathi: Homayoun
- Pantea Panahiha: Sharbat
- Ramin Naser Nasir: Hoshang
- Ateneh Faghih Nasiri: Soraya
- Jamshid Gorgin: Behboudi
- Manochehr Zendehdel: Colonel Soheili
- Hamidreza Azarang: Lieutenant Mohammadi

## Ressources
Toutes les références historiques à Shahrzad sont exacts, dit le critique de cinéma, mais "une bonne narration a fait un mélodrame intrigante et réussie en toile de fond d'un épisode important dans l'histoire moderne de l'Iran".

## Propriétés
- Saison 1: Le tournage de la série a débuté à la fin de 2014 et prend fin en automne 2016.
- Temps (Toutes les saisons): 59 épisodes - chaque épisode 60 minutes
- Chanteurs: Mohsen Chavoshi et Sina Sarlak